# D.Va
Hana Song (Romanización revisada: Song Ha-na) (en coreano: 송하나) más conocida como D.Va es un personaje ficticio del videojuego de disparos en primera persona Overwatch desarrollado por Blizzard Entertainment, también aparece en las animaciones relacionadas y medios literarios. También aparece como un personaje jugable en el título cruzado Heroes of the Storm de Blizzard, y como locutora de juego en StarCraft II: Legacy of the Void.
En Overwatch, D.Va es una exjugadora profesional de eSports de Corea del Sur. Dentro de la narrativa de Overwatch, ella y otros jugadores fueron reclutados por Mobile Exo-Force del ejército coreano (MEKA) del gobierno coreano para ayudar a sofocar el levantamiento robótico Omnic, traduciendo sus habilidades de videojuegos en el control de trajes mecánicos armados. Dentro del juego, D.Va es un personaje de Tanque, capaz de hacer frente a una corriente de daño y anular los ataques entrantes por un corto tiempo. Si el traje de D.Va es destruido, ella puede expulsarlo y permanecer con vida el tiempo suficiente para llamar a un nuevo traje. Su habilidad máxima le permite autodetonarse su traje, infligiendo grandes daños a todos los enemigos en la línea de visión, suficiente para eliminar a la mayoría de los personajes de un solo golpe.
D.Va ha sido bien recibida por críticos y jugadores, y ha sido vista como una modelo femenina positiva para los jugadores más jóvenes.

## Historia
D.VA es una antigua jugadora profesional que ahora usa sus habilidades para pilotear una armadura mecánica de última generación y defender su país natal.
Hace veinte años, Corea del Sur fue atacada por una monstruosidad ómnica colosal que emergió de las profundidades del mar de China Oriental. Este constructo gigante y torpe causó daños catastróficos en las ciudades costeras antes de regresar al océano. En respuesta, el gobierno surcoreano desarrolló una unidad no tripulada con armadura mecanizada, llamada MEKA, para proteger los entornos urbanos de futuros encuentros con la amenaza ómnica.
Los temores del gobierno estaban bien fundados, ya que emergió un alarmante patrón de ataques. Cada ciertos años, la monstruosidad se levantaba de las profundidades del océano para atacar a Corea del Sur y a sus vecinos. Los ómnicos aprendieron de estos encuentros y empezaron a cambiar sus formas, armamentos y habilidades. Todos los incidentes llegaban a un punto muerto, en el que la monstruosidad era derrotada pero no destruida.
Con el tiempo, la continua adaptación de los ómnicos afectó los controles no tripulados de MEKA, lo que obligó a los militares a usar pilotos humanos en estas armaduras robóticas. Dada la dificultad para encontrar candidatos adecuados, el gobierno optó por recurrir a los jugadores profesionales del país, quienes poseían los reflejos e instintos necesarios para pilotear el avanzado sistema de armas de las armaduras. Seleccionaron a las mayores estrellas, incluida la campeona mundial reinante Hana Song, también conocida como "D.VA". Famosa por sus habilidades de élite, D.VA era una competidora feroz que jugaba para ganar a cualquier costo y se había ganado una reputación por no mostrar piedad a sus oponentes.
Considerando su nueva misión como un juego, D.VA carga valientemente hacia la batalla junto con el resto de su unidad MEKA, lista para defender a su nación cuando sea necesario. Recientemente, comenzó a transmitir sus operaciones de combate para sus fanáticos, y esta creciente ola de seguidores la convirtió en un ícono mundial.

## Recepción
D.Va ha sido recibido positivamente por la comunidad del juego. Kotaku informó que la base de fanáticos del juego creó un meme del personaje; el meme, denominado "Gremlin D.Va", a menudo presenta un fan art del personaje, como el de Chibi, en el que D.Va es retratada como una versión "querubínica" de sí misma que se entrega a los estereotipos de los jugadores, como comer Doritos y beber Mountain Dew. Un parche de Overwatch de agosto de 2016 incluyó un nuevo emote para D.Va en el que ella se sienta en su mech jugando un juego de disparos mientras come chips y bebe un refresco, aludiendo al meme Gremlin D.Va. El diseñador líder de héroes Geoff Goodman declaró: "amamos a Gremlin D.Va", al hablar sobre la interpretación favorita de los personajes por parte de Blizzard.
En cuanto a la recepción crítica, Tech Insider Steve Kovach llama D.Va su personaje favorito. Kotaku Kirk Hamilton recibió positivamente el aficionado que recibió en julio de 2016, escrito que 'la transformó en el alto vuelo de terror que siempre he querido que sea.
En Corea del Sur, D.Va ha sido utilizado como representante de la Asociación Nacional de D.Va, luego renombrada como FAMERZ, un grupo de jugadores de Overwatch de Corea del Sur que apoyan los derechos de las mujeres y LGBTQ, que se formó para protestar contra el expresidente de Corea del Sur. Park Geun-hye. Eligieron a D.Va para representarlos, tanto por su nacionalidad surcoreana, como por las acusaciones de trampa contra Geguri, una jugadora adolescente de Overwatch que Blizzard eliminó. Con D.Va destacando que las mujeres pueden ser igualmente buenas en los videojuegos que los hombres, debido a su estado profesional de jugador de eSports en el universo, el grupo usa ambas imágenes de D.Va y su logotipo de conejito rosa como parte de su material de demostración. Parte de este material de demostración apareció durante la cobertura internacional de la Marcha de las Mujeres de 2017 en enero de 2017. FAMERZ ha criticado algunas de las pieles cosméticas para D.Va, específicamente su piel "Academia" basada en una escuela japonesa uniforme que representaba el período de D.Va en la escuela, y la piel del "Gato Negro" que se basaba en la cafeteríatrajes Según FAMERZ, ambos conjuntos sexualizan al personaje y proyectan demasiado deseo masculino en un personaje que de otra manera representaría a las mujeres en Corea. FAMERZ también expresó su preocupación de que las pieles se basaran en atuendos de estilo japonés y con ellas, parecían hacer que D.Va fuera representativa de todas las mujeres asiáticas, en lugar de celebrar las facetas coreanas de los antecedentes de D.Va solamente.